# Marcello Conversi
Marcello Conversi (Tivoli, 25 agosto 1917 – Roma, 28 settembre 1988) è stato un fisico e informatico italiano, docente di fisica nelle Università di Pisa e di Roma.

## Biografia
Si laureò in fisica all'Università di Roma nel 1940 con Bruno Ferretti. Insieme a Ettore Pancini, Oreste Piccioni e Gilberto Bernardini, svolse negli anni della seconda guerra mondiale e in quelli immediatamente successivi un'importante serie di esperimenti sui raggi cosmici che portarono alla scoperta della particella in seguito nota come muone e che, assieme alla scoperta del pione effettuata pochi mesi dopo, segnarono di fatto la nascita della fisica delle alte energie.
Dal 1950 al 1958 fu professore di fisica superiore all'Università di Pisa, passando in seguito all'Università La Sapienza di Roma. A Pisa diresse negli anni cinquanta il progetto per la realizzazione di un avanzato centro di calcolo elettronico (il Centro Studi Calcolatrici Elettroniche, o CSCE) seguendo un suggerimento che Enrico Fermi aveva dato a lui, Giorgio Salvini e Gilberto Bernardini durante il Congresso di Varenna del 1954. Da questa iniziativa nacque la scuola di informatica italiana.
A partire dal 1970 Conversi e il suo gruppo lavorarono alla realizzazione di esperimenti all'acceleratore di particelle e+e- ADONE, a Frascati, dove studiò la produzione multiadronica.
Successivamente prese parte a esperimenti sulle particelle "charmate" a Fermilab e al CERN, del cui comitato scientifico è stato Vice Presidente dal 1969 al 1975.
Ha collaborato alla progettazione dei Laboratori nazionali del Gran Sasso.
Tra le altre ricerche portate avanti da Conversi vanno ricordate quelle realizzate per lo studio della radiazione cosmica, per l'utilizzo di nuovi rivelatori di particelle, le ricerche sui neutrini, le oscillazioni del neutrone e il decadimento del protone.

## Riconoscimenti
Nel 1961 gli fu assegnata la medaglia d’oro del Presidente della Repubblica .
Nell'ottobre 2023 gli è stato dedicato un asteroide, 614690 Conversimarcello .
Gli è stato intitolato dall’INFN – Istituto Nazionale di Fisica Nucleare un premio nazionale, il “Marcello Conversi” per la miglior tesi di dottorato in Fisica delle particelle .
Gli è stata dedicata una strada a Roma.